# Asseco Prokom Gdynia
Asseco Prokom Gdynia je poljski košarkaški klub iz grada Gdynia. Klub trenutačno nastupa u Dominet Bank Ekstraligi i Euroligi. Svoje domaće euroligaške utakmice igraju u dvorani Hala Olivia u Gdańsku.

## Povijest
Klub je osnovan 1995. godine pod imenom STK Trefl Sopot. U prvoj godini postojanja bili su prvaci trećeg razreda poljskog košarkaškog prvenstva i izborili plasman u viši rang. U sezoni 1996./97. nakon što su postali prvaci skupine B druge divizije klub je izborio plasman u prvu ligu, današnju Dominet Bank Ekstraligu. 
2003. stigli su do finala Eurokup Challengea, gdje su izgubili od grčkog Arisa. Već sljedeće godine izborili su nastup u Euroligi i postali prvi poljski košarkaški klub koji se plasirao među najboljih 16 momčadi. 

## Trofeji
- PLK liga (5): 2002./03., 2004./05., 2005./06., 2006./07., 2008./09.
- Finalist Eurokup Challengea (1): 2002./03.

## Poznati igrači
| - Ruben Wolkowyski - Michael Andersen - Pat Burke - Alan Gregov - Milan Gurović - Jovo Stanojević - Goran Jagodnik - Istvan Nemeth | - Donatas Slanina - Thomas Van Den Spiegel - Jiří Zídek - Christos Harisis - Christian Dalmau - Ali Bouziane - Pape Sow - Hüseyin Beşok | - Jeff Nordgaard - Rashid Atkins - Mustafa Shakur - Jerrod Mustaf - Harold Jamison - Byron Houston - Todd Fuller - Duane Cooper | - Travis Best - Drew Barry - Michael Ansley - Gary Alexander - David Logan - Daniel Ewing - Dajuan Wagner - Qyntel Woods |

## Vanjske poveznice
- Službena stranica  Arhivirana inačica izvorne stranice od 2. veljače 2007. (Wayback Machine) (polj.) (engl.)

| Euroliga 2008./09.         | Euroliga 2008./09. |
| -------------------------- | --- |
|                            | |
| Prvak                      | Panathinaikos |
|                            | |
| Finalist                   | CSKA Moskva |
|                            | |
| Treće mjesto               | Regal FC Barcelona |
|                            | |
| Četvrto mjesto             | Olympiakos |
|                            | |
| Ispali u četvrtfinalu      | Montepaschi Siena • Partizan Igokea • Real Madrid • TAU Cerámica                                                                          |
|                            | |
| Stigli do Top 16           | AJ Milano • ALBA Berlin • Asseco Prokom Sopot • Cibona Zagreb • Fenerbahçe Ülker • Lottomatica Rim • Maccabi Tel Aviv • Unicaja Málaga    |
|                            | |
| Ispali u regularnom dijelu | Air Avellino • DKV Joventut • Fenerbahçe Ülker • Le Mans • Panionios OnTelecoms • SLUC Nancy • Union Olimpija Ljubljana • Žalgiris Kaunas |

| Euroliga 2008./09.         | Euroliga 2008./09. |
| -------------------------- | --- |
|                            | |
| Prvak                      | Panathinaikos |
|                            | |
| Finalist                   | CSKA Moskva |
|                            | |
| Treće mjesto               | Regal FC Barcelona |
|                            | |
| Četvrto mjesto             | Olympiakos |
|                            | |
| Ispali u četvrtfinalu      | Montepaschi Siena • Partizan Igokea • Real Madrid • TAU Cerámica                                                                          |
|                            | |
| Stigli do Top 16           | AJ Milano • ALBA Berlin • Asseco Prokom Sopot • Cibona Zagreb • Fenerbahçe Ülker • Lottomatica Rim • Maccabi Tel Aviv • Unicaja Málaga    |
|                            | |
| Ispali u regularnom dijelu | Air Avellino • DKV Joventut • Fenerbahçe Ülker • Le Mans • Panionios OnTelecoms • SLUC Nancy • Union Olimpija Ljubljana • Žalgiris Kaunas |